# Dama iz Teksasa (1955.)
Dama iz Teksasa (Texas Lady), američki vestern iz 1955. godine.

## Sažetak
Dama s Istoka današnjih SAD naslijedila je novinsko poduzeće u jednom malom gradiću u Teksasu. Cijeli taj kraj drže stočarski veleposjednici. Žele otjerati tu damu.